# New World Computing
New World Computing是由乔·万·坎赫姆和Marc Caldwell于1984年创建的一家电脑游戏开发公司，尤以角色扮演游戏系列魔法门以及它的衍生系列魔法门之英雄无敌而著称。该公司在1996年被3DO公司收购。2003年，随3DO公司的破产而消失。同年，育碧买下了魔法门系列品牌的特许经营权。

## 制作的游戏
该公司发行的游戏主要有魔法门系列（1－9代），魔法门之英雄无敌系列（1－4代及若干资料片）等。